# 문경경찰서
문경경찰서(聞慶警察署, Mungyeong Police Station)는 경상북도경찰청이 관할하는 경찰서 중 하나이다. 경상북도 문경시 모전동 916번지에 위치하고 있다.
서장은 총경으로 보한다.

## 기본 정보
- 주소: 경상북도 문경시 모전동 916번지

## 연혁
- 1945년 10월 21일 국립경찰 창설과 함께 문경경찰서 개서
- 2007년 9월 13일 신청사 준공 이전

## 관할 파출소
문경경찰서는 8개의 파출소를 산하에 두고 있다.
| 명칭       | 사진 | 치안센터 사진 | 주소             | 관할구역 | 치안센터     |
| ---------- | ---- | ------------- | ---------------- | -------- | ------------ |
| 점촌파출소 |      |               | 돈달로 142       |          | 역전치안센터 |
| 남부파출소 |      |               | 모전로 144       |          | 신기치안센터 |
| 문경파출소 |      |               | 문경읍 문희로 61 |          |              |
| 마성파출소 |      |               | 문경대로 1768    |          | 호계치안센터 |
| 산북파출소 |      |               | 금천로 580       |          | 동로치안센터 |
| 산양파출소 |      |               | 산양로 107       |          | 영순치안센터 |
| 가은파출소 |      |               | 가은로 137       |          |              |
| 농암파출소 |      |               | 농암길 78        |          |              |

## 같이 보기
- 경상북도지방경찰청

## 경찰관련 링크
경찰공제회는 경찰관과 그 가족을 위한 복지 및 지원 기구이다. 주로 재정적 지원, 의료 혜택, 교육 프로그램 등을 제공하며, 경찰관의 복지 향상과 안정적인 생활을 도모한다. 이를 통해 경찰의 사기와 복지를 증진시키는 역할을 한다.경찰공제회
경찰복지포털은 경찰관과 그 가족을 위한 통합 복지 플랫폼이다. 정신적, 신체적, 재정적 지원을 제공하며, 경찰관들이 직무 수행 중 겪는 어려움을 해결하는 데 중점을 둔다. 이를 통해 안정적이고 건강한 근무 환경을 조성한다.경찰복지포털